# The Final Frontier
The Final Frontier  é o décimo quinto álbum de estúdio da banda inglesa de heavy metal Iron Maiden, lançado em 16 de agosto de 2010 na Alemanha, Áustria e Finlândia, 17 de agosto nos Estados Unidos e 16 de agosto de 2010 mundialmente. Melvyn Grant, um colaborador de longa data para as capas da banda, criou a arte da capa do álbum.
O disco recebeu  inúmeras críticas favoráveis e chegou ao topo das paradas musicais em 28 países. É o quarto lançamento da banda a chegar ao Nº1 das paradas inglesas, após The Number of the Beast (1982), Seventh Son of a Seventh Son (1988) e Fear of the Dark (1992). Além disso, The Final Frontier  chegou a 4ª posição nos Estados Unidos, sendo a maior posição atingida pela banda na  Billboard 200. Para completar, a banda ganhou o prêmio Grammy na categoria Melhor Performance de Metal pela música "El Dorado", que foi lançada como single em 8 de junho de 2010.
A turnê promocional do álbum, The Final Frontier World Tour, começou em Dallas em 9 de junho com 25 shows em grandes cidades dos EUA e Canadá, tocando para 350.000 fãs ou mais. Em seguida a tour seguiu para a Europa, a começar em Dublin em 30 de julho e tocou em alguns dos maiores festivais e estádios, incluindo um show na Transilvânia, até a última data em Valência, Espanha, em 21 de agosto. Em terras brasileiras, fizeram seis shows entre março e abril de 2011, nas cidades de São Paulo, Rio de Janeiro, Brasília, Belém do Pará, Recife e terminou em Curitiba.  No Brasil, The Final Frontier recebeu a certificação de platina pela Associação Brasileira de Produtores de Discos (ABPD).

## Visão geral

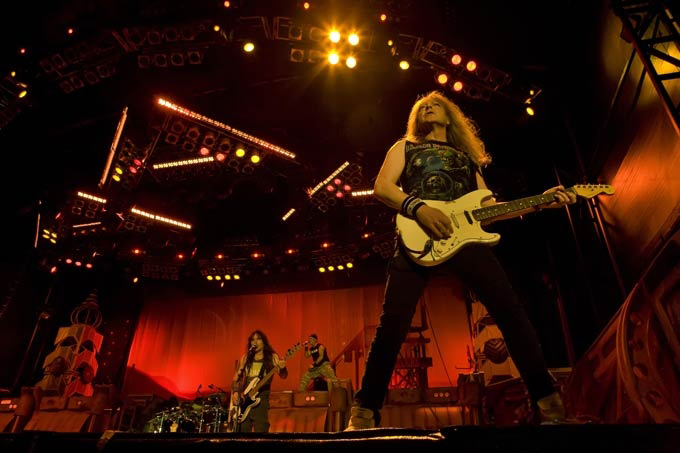
Iron Maiden durante a Final Frontier World Tour, turnê promocional do disco.

Em 22 de abril de 2009, durante uma entrevista à Rock Radio, que estava promovendo o Iron Maiden: Flight 666, o baterista Nicko McBrain mencionou que a banda reservou um período em estúdio para início de 2010. Em 8 de junho de 2010, a capa do disco, a data de lançamento e a lista de faixas foram revelados, junto a um download gratuito da faixa  "El Dorado". O álbum foi lançado em CD normal, LP do iTunes, download digital, em vinil colorido e em uma versão limitada de colecionador chamada  "Mission Edition", contendo entrevistas e um jogo com o nome Mission II: Rescue & Revenge.
A parte norte-americana da tour em suporte ao álbum, chamada The Final Frontier World Tour, iniciou-se em Dallas, Texas, em 9 de junho de 2010, sendo que a parte europeia foi iniciada em Dublin em 30 de julho. Como estas datas precederam o lançamento do disco, "El Dorado" foi a única música nova tocada e 2010. A turnê pós-lançamento começou em 11 de fevereiro de 2011 em Moscou, e levou a banda ao Sudeste Asiático, Austrália, América do Sul e Flórida, e então retornou à Europa. A tour resultou no lançamento de um DVD e álbum ao vivo intitulado En Vivo!, que foi lançado em março de 2012.
Antes de seu lançamento, o baixista e fundador  Steve Harris foi questionado se ele imaginava que a banda lançaria um total de quinze álbuns de estúdio. O título, que também dava nome  à turnê e à primeira faixa, alimentou rumores de que  The Final Frontier seria o último disco do Iron Maiden, ainda que os membros da banda admitissem que esperavam poder fazer mais álbuns e continuar se apresentando no futuro. Harris, em particular, afirmou que "se houver tempo e todos nós pudermos, por que não? Seria triste se não pudéssemos fazer outro disco, e decepcionante  para os fãs também", enquanto que o vocalista Bruce Dickinson explicou que o título acabou sendo muito negativo. Em junho de 2010, Dickinson disse que ele pensou no título do 15º álbum  meses antes: "Eu apenas pensei 'Deveríamos nomear o novo disco de The Final Frontier!' porque é tipo isso... Pode ser, mas pode não ser!"

## Produção
Em 2 de novembro de 2009, Janick Gers confirmou à BBC News que a banda já tinha material novo escrito e que a viajaria para Paris, França,  para começar a compor e ensaiar o conteúdo para o novo álbum. De acordo com Bruce Dickinson, "tivemos provavelmente o menor tempo de preparação até agora, o que é bizarro, porque é o registro mais longo e mais complicado de todos eles". A banda tirou um tempo de folga para o natal e ano novo antes de iniciar as gravações em janeiro.
O sexteto britânico reuniu-se com o produtor de longa data Kevin "Caveman" Shirley no começo de 2010 no Compass Point Studios, em Nassau, para gravar o álbum, e depois foi a Los Angeles para finalizar as gravações e fazer a mixagem. O Compass Point Studio é velho conhecido da banda, pois foi onde gravaram Piece of Mind (1983), Powerslave (1984) e Somewhere in Time (1986). Sobre esse retorno, Dickinson comentou: "O estúdio tem a mesma vibração e é exatamente como era em 1983. NADA mudou! Até um abajur quebrado no canto... o mesmo carpete... tudo... É realmente assustador. Mas nos sentimos muito à vontade em um ambiente tão familiar e onde já vivemos tanto e eu acho que isto surtiu efeito na maneira de tocar e na atmosfera do álbum."
Em 6 de abril, o produtor Kevin Shirley disse ao Blabbermouth.net que tinha concluído a mixagem do novo álbum. Em 6 de maio, ele  comentou sobre a fase final de produção do álbum: "Bruce Dickinson veio por alguns dias e cantou todas as suas partes antes de voar para os quatro cantos do globo e Steve Harris ficou para trás para terminar o disco comigo. Ele é muito prático. Adrian Smith chegou a tempo de ouvir o trabalho e, como em qualquer banda, nem todos têm o mesmo resultado final em mente, mas nós chegaremos lá."

## Canções
O álbum é o quarto em que Steve Harris recebe crédito por toda as faixas, seguido por Killers (1981), Brave New World (2000), e A Matter of Life and Death (2006), ainda que a última faixa, "When the Wild Wind Blows", seja a única escrita unicamente por ele. Adrian Smith explica que, nos anos recentes, Harris vem se focando em "escrever mais letras, melodias e arranjos" junto as outros membros e apenas "traz mais uma duas canções" de sua própria autoria.
"El Dorado" foi lançada como download digital gratuito no site oficial da banda em 8 de junho e veio a ser o vencedor na categoria Melhor Performance de Metal no Grammy Awards de 2011. De acordo com Smith, as letras das canções, escritas por Dickinson, são baseadas na crise econômica inciada em 2007 e fala sobre  "a expectativa das pessoas de uma vida melhor"  e como elas ficaram "sem chão" após tudo.
O primeiro e único videoclipe do álbum, contendo a segunda parte de "Satellite 15... The Final Frontier", foi filmado na Rendlesham Forest, sudeste da Inglaterra, e lançado em 13 de julho. Ainda assim, o álbum não possui singles oficiais: tanto "El Dorado" quanto a segunda parte de "Satellite 15... The Final Frontier" (junto ao vídeo) foram lançadas como faixas promocionais nas rádios antes do lançamento do disco. "Coming Home"  também foi lançada como single de rádio em 27 de outubro, junto a uma versão alternativa editada desta mesma canção.
Em entrevista concedida à Billboard em 1 de julho de 2010, o guitarrista  Dave Murray comentou que o álbum mistura "canções de rock rápidas e diretas com bons grooves e ainda conta com algumas faixas mais extensas e complexas", referindo-se particularmente à música "When the Wild Wind Blows", terceira música mais longa da banda até a data, depois de "Rime of the Ancient Mariner" (Powerslave) e "Sign of the Cross" (The X Factor). Janick Gers foi entrevistado pela Pittsburgh Post-Gazette em 14 de julho, e discutiu o som do álbum num geral: "Nós estamos levando isso a extremos. A canção que nós liberamos  ["El Dorado"]  não é indicativo do restante do álbum. Há tantas sensações e formas distintas de tocar no disco. Tomamos  algumas atitudes diferentes e levamos vocês a lugares diferentes. Há várias músicas temáticas e algumas muito variadas." Falando ao Classic Rock em junho de 2010, Bruce Dickinson afirmou: "Esse é provavelmente o maior distanciamento do nosso som tradicional. Isso vem acontecendo crescentemente desde Brave New World. Isso é ótimo, depois de fazer tudo isso por tanto tempo, ainda estarmos inovando. Poderíamos ficar cansados de tudo isso, mas obviamente não estamos."
Embora  "El Dorado" fosse a única canção a aparecer na parte de 2010 da The Final Frontier World Tour, "Satellite 15... The Final Frontier", "The Talisman", "Coming Home" e "When The Wild Wind Blows" foram adicionadas ao repertório em 2011. "El Dorado", "Coming Home" e "When the Wild Wind Blows" fizeram parte da coletânea From Fear to Eternity.

## Recepção
| Críticas profissionais | Críticas profissionais |
| Pontuações agregadas   | Pontuações agregadas   |
| Fonte                  | Avaliação              |
| ---------------------- | ---------------------- |
| Metacritic             | 71/100                 |
| Avaliações da crítica  |                        |
| Fonte                  | Avaliação              |
| About.com              | [ 33 ]                 |
| Allmusic               | [ 34 ]                 |
| Blabbermouth.net       | 9.0/10                 |
| BW&BK                  | 9.5/10                 |
| Classic Rock           | 9/10                   |
| Consequence of Sound   | B                      |
| Kerrang!               | [ 39 ]                 |
| Metal Hammer           | 8/10                   |
| PopMatters             | 8/10                   |
| Rock Sound             | 8/10                   |
| Drowned in Sound       | 6.0/10                 |
| The Guardian           | [ 44 ]                 |

No geral, The Final Frontier  recebeu avaliações positivas, com uma pontuação atual de 71 em resenhas agreadas do site Metacritic. O Classic Rock elogiou-o como "substancial e cheio de camadas", bem como "maravilhosamente ritmado e apaziguadoramente complexo" e "uma tomada fresca em um som que tem resistido admiravelmente três décadas de modismos". A Kerrang! classificou-o de "uma  gravação que irá te impressionar até daqui uma década" e o MusicRadar afirmou que "o Iron Maiden criou um trabalho cheio de entusiasmos hipnóticos, estruturas não-convencionais e visão vertiginosa... o grupo sucedeu através de deu sonho mais selvagem". O Brave Words & Bloody Knuckles  chamou-o de "um vislumbre emocionante e profundamente gratificante para um novo futuro da corajosa banda de metal", enquanto o BBC elogiou o disco como uma "realização excepcional", felicitando a banda por seu "descompromissamento, apenas complexidades e desafios, e mais momentos de brilhantismo que porventura até eles próprios pensavam que haviam deixado de lado".
Muitos analistas, como a Metal Hammer, julgaram como "um álbum exigente, mas que a maioria dos fãs do Maiden vão adorar totalmente." The Quietus comentou que "The Final Frontier  leva tempo, exige esforço, mas é esmagadoramente brilhante. Eles não têm apenas servido a opção mais fácil - que teria sido chato para nós e, mais importante do que o que você sente, chato para eles." PopMatters  considerou a gravação "em alguns pontos... o álbum mais ambicioso que o Iron Maiden  já gravou, um opus de 76 minutos."
Muitos críticos compararam The Final Frontier com os últimos lançamentos da banda, com o Consequence of Sound julgando o álbum como "facilmente o melhor do sexteto desde Brave New World". AllMusic concordou com isso, declarando que "The Final Frontier ainda traz o Iron Maiden mais perto de seu legado estético e triunfante ano de 2000 renascendo após os dois predecessores". O Blabbermouth.net, na contra-mão, classificou-o como "melhor que Brave New World", explicando que "essa é a razão pela qual Bruce Dickinson e Adrian Smith reuniram-se com a banda, a satisfação de uma década de promessa, e indiscutivelmente a primeira vez que a visão cinemática de Steve Harris pós-Fear of the Dark trouxe composições consistentemente fortes, produção polida e uma performance impecável de toda a banda".
O The Guardian, contudo, foi mais crítico sobre o lançamento, comentando que "com quatro faixas sozinhas que somam 40 minutos, The Final Frontier torna-se menos um exercício de experimentação  do que resistência à moda antiga, e a dinâmica da fórmula musical começa a chiar um pouco." Drowned in Sound concordou, comentando que "os padrões declinam pouco após  ["The Alchemist"], e não sobe novamente para outra meia-hora," embora adicionando que "o épico encerramento de 11 minutos, 'When the Wild Wind Blows' ... mostra a sutileza e habilidade das quatro canções que o precederam, mas adiciona uma profundidade emocional que parecia faltar."
O álbum foi classificado como nº 1, nº  3 e  nº  7 nas lista dos melhores álbuns de 2010 das revistas Metal Hammer, Kerrang! e Revolver, respectivamente.

### Prémios
A canção "El Dorado" ganhou um Grammy Award por Melhor Performance de Metal em 2011. Foi a terceira nomeação da banda depois de "Fear of the Dark" (nomeada no Grammy de 1994) e "The Wicker Man" (nomeada no Grammy de 2001).

## Faixas
| N.º            | Título                               | Compositor(es)                 | Duração |  |
| 1.             | "Satellite 15... The Final Frontier" | Adrian Smith, Steve Harris     | 8:40    |  |
| 2.             | "El Dorado"                          | Smith, Harris, Bruce Dickinson | 6:49    |  |
| 3.             | "Mother of Mercy"                    | Smith, Harris                  | 5:20    |  |
| 4.             | "Coming Home"                        | Smith, Harris, Dickinson       | 5:52    |  |
| 5.             | "The Alchemist"                      | Janick Gers, Harris, Dickinson | 4:29    |  |
| 6.             | "Isle of Avalon"                     | Smith, Harris                  | 9:06    |  |
| 7.             | "Starblind"                          | Smith, Harris, Dickinson       | 7:48    |  |
| 8.             | "The Talisman"                       | Gers, Harris                   | 9:03    |  |
| 9.             | "The Man Who Would Be King"          | Dave Murray, Harris            | 8:28    |  |
| 10.            | "When the Wild Wind Blows"           | Harris                         | 10:59   |  |
| Duração total: | Duração total:                       | Duração total:                 | 76:34   |  |

## Créditos

### Integrantes
- Bruce Dickinson – voz
- Dave Murray – guitarra
- Adrian Smith – guitarra
- Janick Gers – guitarra
- Steve Harris – baixo, teclado, co-produtor
- Nicko McBrain – bateria

### Equipe técnica
- Kevin Shirley – produção
- Jared Kvitka – mixagem
- Melvyn Grant – desenho da capa
- Terry Manning - Técnico de estúdio
- Brent Speat - Técnico de estúdio
- James McCullagh - Assistente

Créditos adaptados do encarte do álbum e do Allmusic.

## Tabelas musicais
Durante a The Final Frontier World Tour, Bruce Dickinson solicitou a cada noite que os fãs colocassem o álbum no número um nas paradas do respectivo país de cada um, o que aconteceu em 28 países. Foi o primeiro álbum da banda a atingir a posição número 1 nas paradas do Reino Unido desde Fear of the Dark em 1992, tendo vendido 44.385 cópias na primeira semana. Adicionalmente, The Final Frontier estreou no número quatro da Billboard 200 com 63 mil unidades vendidas, o mais alto posto da banda na parada musical dos  Estados Unidos.
No fim da primeira semana, mais de 800 mil cópias do  álbum já haviam sido enviadas para lojas ao redor do mundo.
| País                 | Lista                        | Melhor posição | Ref.   |
| -------------------- | ---------------------------- | -------------- | ------ |
| Alemanha             | German Albums Chart          | 1              | [ 64 ] |
| Arábia Saudita       | Hitmarker Albums Chart       | 1              | [ 65 ] |
| Austrália            | ARIA Charts                  | 2              | [ 66 ] |
| Áustria              | Ö3 Austria Top 40            | 1              | [ 67 ] |
| Bélgica              | Ultratop (Vl)                | 2              | [ 68 ] |
| Bélgica              | Ultratop (Wa)                | 2              | [ 69 ] |
| Brasil               | CD - Top 20                  | 1              | [ 65 ] |
| Canadá               | Canadian Albums Chart        | 1              | [ 70 ] |
| Chile                | Paradas musicais do Chile    | 1              | [ 65 ] |
| Croácia              | HDU Toplista                 | 1              | [ 65 ] |
| Dinamarca            | Album Top-40                 | 1              | [ 71 ] |
| Escócia              | Scottish Albums Chart        | 1              | [ 72 ] |
| Espanha              | Top 100 Álbumes              | 1              | [ 73 ] |
| Estados Unidos       | Billboard 200                | 4              | [ 74 ] |
| Estónia              | Eesti Top 40                 | 1              | [ 75 ] |
| Finlândia            | Mitä hittiä                  | 1              | [ 64 ] |
| França               | French Albums Chart          | 1              | [ 76 ] |
| Grécia               | Top 75 albums                | 1              | [ 64 ] |
| Hungria              | Top 40 album                 | 1              | [ 77 ] |
| Índia                | Indian Albums Chart          | 1              | [ 78 ] |
| República da Irlanda | Irish Albums Chart           | 3              | [ 79 ] |
| Itália               | Top 100 Artisti              | 1              | [ 80 ] |
| Japão                | Oricon Album Chart           | 5              | [ 81 ] |
| Líbano               | The Official Lebanese Top 20 | 1              | [ 78 ] |
| México               | Top 100 Mexico               | 1              | [ 82 ] |
| Noruega              | VG-lista                     | 1              | [ 71 ] |
| Nova Zelândia        | Top 40 Albums                | 1              | [ 83 ] |
| Países Baixos        | Mega Album Top 100           | 2              | [ 84 ] |
| Polónia              | Olis Top 50                  | 3              | [ 85 ] |
| Portugal             | Album Top 30                 | 1              | [ 86 ] |
| Reino Unido          | UK Albums Chart              | 1              | [ 72 ] |
| Tchecoslováquia      | Top 50 Prodejní              | 1              | [ 87 ] |
| Suécia               | Albums Top 60                | 1              | [ 88 ] |
| Suíça                | Top Albums 100               | 1              | [ 89 ] |

## Certificações
| País        | Certificação                        | Vendas   |
| ----------- | ----------------------------------- | -------- |
| Alemanha    | Ouro - Bundesverband Musikindustrie | 100.000+ |
| Brasil      | Platina - ABPD                      | 45.000+  |
| Canadá      | Ouro - Music Canada                 | 40.000+  |
| Colômbia    | Ouro                                | 5.000+   |
| Finlândia   | Platina - IFPI - Finlândia          | 20.000+  |
| França      | Ouro - SNEP                         | 50.000+  |
| Itália      | Ouro - FIMI                         | 30.000+  |
| Noruega     | Ouro - IFPI Noruega                 | 15.000+  |
| Polónia     | Ouro - ZPAV                         | 10.000+  |
| Reino Unido | Ouro - BPI                          | 100.000+ |
| Rússia      | Ouro - Lenta.ru                     | 10.000+  |
| Suécia      | Ouro - IFPI - Suécia                | 20.000+  |
| Suíça       | Ouro - IFPI                         | 15.000+  |